# 瀬尾秋子
瀬尾 秋子（せお あきこ、1984年4月6日 - ）は、日本の元グラビアアイドル。栃木県烏山市出身。

## 人物・来歴
アーティストハウス・ピラミッドに所属していた。
2007年、23歳でグラビアデビュー。
作新学院中等部、作新学院高等部卒。
国語の教員免許を持ち、書道を教えていたことがある。
4歳下の妹がいる。
プライベートでは田中涼子と仲が良い。

## 出演

### テレビ
- 熱血!平成教育学院（フジテレビ、2008年4月27日）
- はねるのトびら（フジテレビ、2008年7月23日）
- 志村屋です。（フジテレビ、2008年11月26日）- 志村診察室のゲスト
- 熱血!!ゴルフ女子部（テレビ朝日、2009年4月1日）
- オールスター感謝祭（TBS、2009年10月3日）
- くだまき八兵衛（テレビ東京、2011年2月3日、11月3日- 同じ事務所の夏川純、池田夏希、富樫あずさ、小林さりとゲスト。2回目は熊田曜子、池田夏希、富樫あずさらとゲスト。

## 作品

### DVD
- はじめて。（2008年2月20日、ラインコミュニケーションズ）
- Profile 07 瀬尾秋子（2008年5月29日、オルスタックピクチャーズ）
- feat. A.K.I.K.O（2008年7月18日、イーネット・フロンティア）
- Spiritual（2008年9月28日、晋遊舎） ISBN 978-4-88380-823-6
- 秋艶〜あきいろ〜（2008年12月20日、トリコ）
- Seo Shuffle（2009年3月26日、イーネット・フロンティア）
- Naked Clips（2009年6月26日、スパイスビジュアル）
- ビジョぬれ（2009年9月26日、グラッソ）
- お願い…。（2009年12月15日、ラインコミュニケーションズ）
- 濡れちゃった（2010年4月4日、QH映像）
- Black's（2010年6月29日、オルスタックピクチャーズ）
- Fetishism（2010年9月22日、トリコ）
- 透けちゃった（2011年1月4日、QH映像）
- 美人女将の誘惑（2011年3月25日、グラッソ）
- Return to forever（2011年6月17日、メディアブランド）
- Kiss Me Love（2011年11月4日、QH映像）
- Last Kiss（2012年1月27日、グラッソ）

### 写真集
- SMシスターズ〈サブラDVDムック〉（2008年3月21日、小学館、撮影：西條彰仁） ISBN 978-4-09-103059-7 共演：三井麻由
- Spiritual〜スピリチュアル〜（2008年9月6日、晋遊舎、撮影：佐藤裕之） ISBN 978-4-88380-838-0